# 手塚正純
手塚 正純（てづか まさずみ、1968年12月1日 - ）は、日本の実業家。エキサイト株式会社最高経営責任者や、同社代表取締役社長を務めた。

## 人物・経歴
千葉県出身。1993年東京工業大学大学院修士課程修了、伊藤忠商事入社。2012年伊藤忠エレクトロニクス取締役営業本部長。2014年伊藤忠エレクトロニクス取締役プラットフォーム事業部長。同年伊藤忠エレクトロニクス代表取締役社長。2017年エキサイト執行役員。2018年エキサイト執行役員最高経営責任者。同年エキサイト代表取締役社長に就任。株式公開買付けによるXTechの傘下入りにあたった。